# Erol Bekir
Erol Bekir, född Erol Bekirovski 25 januari 1974 i Västra Skrävlinge församling, är en svensk före detta fotbollsspelare och tränare av turkiskt ursprung.
Bekirs moderklubb är svenska Malmö FF, men han tillbringade större delen av sin karriär i utlandet spelandes för klubbar som BSC Young Boys, FC Lugano, Reggina Calcio, FC Thun och SV Waldhof Mannheim. 2004 återvände han till Sverige och IF Limhamn Bunkeflo, där han blev spelande tränare innan han slutade för att satsa på en tränarkarriär 2009. I augusti 2012 gick IF Limhamn Bunkeflo och Bekir skilda vägar.Bekir tog 2018 över som tränare för division 5 laget Ariana FC. Från och med 2021 är Bekir tränare för division 4-laget FC Bellevue.